# 雷库尔
雷库尔（法語：Récourt，法語發音：[ʁekuʁ]）是法国上法兰西大区加来海峡省的一个市镇，位于该省东部略偏南，属于阿拉斯区。

## 地理
雷库尔（50°15'12"N, 3°2'8"E）面积3.33 平方千米，位于法国上法蘭西大區加来海峡省，该省份为法国北部沿海省份，西北濒北海，南至索姆省，东临北部省。
与雷库尔接壤的市镇（或旧市镇、城区）包括：莱克吕斯、迪里、埃库尔圣康坦、索德蒙。

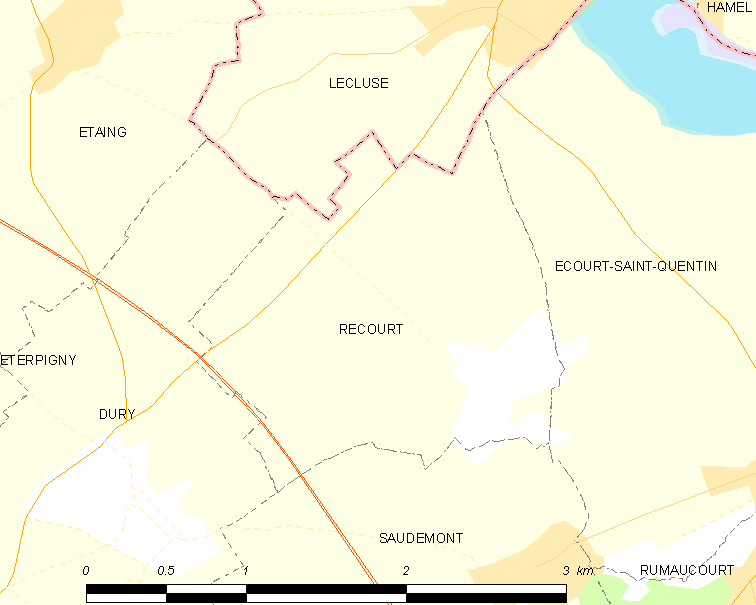
雷库尔的OSM定位图

雷库尔的时区为UTC+01:00、UTC+02:00（夏令时）。

## 行政
雷库尔的邮政编码为62860，INSEE市镇编码为62697。

## 政治
雷库尔所属的省级选区为布勒比耶尔县。

## 人口

1962-2008年间雷库尔人口变化图示

雷库尔于2022年1月1日时的人口数量为295人。